# Simultanagnozja
Simultanagnozja – rodzaj agnozji będący jednym z symptomów zespołu Bálinta, w konsekwencji którego chory nie jest w stanie rozpoznać więcej niż jednego obiektu lub elementu obiektu jednocześnie. Chory jest w stanie rozpoznać sam obiekt i go opisać, jednak nie jest w stanie opisać tła, sceny lub środowiska w którym on się znajduje. Zaburzone jest postrzeganie zbiorów, kolekcji i układów elementów. Simultanagnozja może być konsekwencją zawału lub mechanicznego uszkodzenia mózgu.